# 因德克斯角
73°21′S 167°55′E / 73.350°S 167.917°E
因德克斯角（英語：Index Point）是南極洲的海岬，位於維多利亞地的博克格雷溫克海岸，處於伊默京島以西2.4公里，是馬里納冰川終點的登山家山脈東部，現時由南極條約體系管理。這地標的名稱於1966年被命名。